# Let There Be Eve...Ruff Ryder's First Lady
Albums de Eve
Scorpion
(2001)
Singles
1. What Ya Want
Sortie : 1999
2. Love Is Blind
Sortie : 17 août 1999
3. Gotta Man
Sortie : 1999
4. Let's Talk About
Sortie : 2000

Let There Be Eve...Ruff Ryder's First Lady est le premier album studio de la rappeuse Eve, sorti le 14 septembre 1999 aux États-Unis.
L'album a été certifié double disque de platine avec deux millions de copies vendues aux États-Unis.
Eve est la première rappeuse à avoir eu un album classé à la première place du Billboard 200.

## Liste des titres
| No  | Titre                                             | Producteur              | Durée |
| --- | ------------------------------------------------- | ----------------------- | ----- |
| 1.  | First Lady (intro)                                | Swizz Beatz             | 1:36  |
| 2.  | Let's Talk About (featuring Drag-On)              | Swizz Beatz             | 3:31  |
| 3.  | Gotta Man (featuring Mashonda)                    | Swizz Beatz             | 4:24  |
| 4.  | Philly Cheese Steak (skit)                        | Swizz Beatz             | 1:37  |
| 5.  | Philly Philly (featuring Beanie Sigel)            | Swizz Beatz             | 3:57  |
| 6.  | Stuck Up (featuring C.J.)                         | Swizz Beatz             | 3:53  |
| 7.  | Ain't Got No Dough (featuring Missy Elliott)      | Swizz Beatz             | 4:17  |
| 8.  | BM (skit)                                         | Swizz Beatz             | 1:01  |
| 9.  | Love Is Blind (featuring Faith Evans)             | Swizz Beatz             | 4:20  |
| 10. | Scenario 2000 (featuring DMX, The Lox et Drag-On) | Swizz Beatz             | 3:50  |
| 11. | Dog Match (featuring DMX)                         | Swizz Beatz             | 4:19  |
| 12. | My Bitches (Skit)                                 | Swizz Beatz             | 1:08  |
| 13. | We On That Shit! (featuring P. Killer Trackz)     | P.K.                    | 3:25  |
| 14. | Chokie Nikes (skit)                               | Jay « Icepick » Jackson | 1:04  |
| 15. | Maniac (featuring Swizz Beatz)                    | Swizz Beatz             | 4:22  |
| 16. | My Enemies (skit)                                 | Swizz Beatz             | 1:43  |
| 17. | Heaven Only Knows                                 | DJ Shok                 | 4:29  |

| 18. | What Y'all Want (Remix) | DJ Shok | 4:05 |

## Classement
| Année | Classements            | Position |
| ----- | ---------------------- | -------- |
| 1999  | Top R&B/Hip-Hop Albums | 1        |
| 1999  | Billboard 200          | 1        |
| 1999  | Canadian Albums Chart  | 16       |